# Flughafen Flores (Guatemala)

i7
i11
i13
Der internationale Flughafen von Flores-Santa Elena „Mundo Maya“ (spanisch Aeropuerto Internacional Mundo Maya Flores, IATA-Code: FRS, ICAO-Code: MGMM) ist ein internationaler Verkehrsflughafen bei Flores im Norden von Guatemala. Er liegt im Zentrum des Departamentos Petén, wenige Kilometer östlich von Flores bei Santa Elena. Der Flughafen verdankt seine Bedeutung vorwiegend der Touristenattraktion Tikal. Neben Inlandsflügen gibt es Verbindungen nach Belize, Mexiko und in die USA. Er wird auch militärisch genutzt.

## Zwischenfälle
- Am 28. Mai 1987 stürzte eine Douglas DC-3/C-47 der Luftstreitkräfte Guatemalas (Luftfahrzeugkennzeichen FAG unbekannt) kurz nach dem Start vom Flughafen Flores-Santa Elena an der Küste der Laguna de Peten ab. Alle 12 Insassen, fünf Besatzungsmitglieder und 7 Passagiere, kamen ums Leben.[1]

- Am 18. November 1975 flog eine Douglas DC-3/C-47-DL der guatemaltekischen Aviateca (TG-AGA) bei regnerischem Wetter mit begrenzter Sicht 2 Kilometer von El Caoba (Guatemala) entfernt ins Gelände. Die Maschine war vom Flughafen Flores gestartet und verunglückte 25 Kilometer nordöstlich davon. Bei diesem CFIT (Controlled flight into terrain) wurden von den 22 Insassen 15 getötet, alle vier Besatzungsmitglieder und 11 Passagiere.[2]

- Am 18. Januar 1986 wurde erneut ein Flugzeug der ecuadorianischen SAETA in den Boden geflogen, dieses Mal eine Caravelle VI-N (HC-BAE). Die Maschine beflog im Auftrag der Aerovias Guatemala die nur 270 Kilometer lange Strecke vom Flughafen Guatemala-Stadt La Aurora zum Flughafen Flores, als sie nach einem ersten Fehlanflug beim zweiten Versuch 8 Kilometer vom Ziel entfernt im Gelände aufschlug und völlig zerstört wurde. Bei diesem CFIT (Controlled flight into terrain) wurden alle 94 Insassen getötet, 6 Besatzungsmitglieder und 88 Passagiere. Es war bis heute (Januar 2020) der schwerste Flugunfall in Guatemala.[3]